# Stefan Frei
Stefan Frei (Altstätten, Suiza, 20 de abril de 1986) es un futbolista suizo. Juega de guardameta y su equipo actual es el Seattle Sounders FC de la Major League Soccer.

## Trayectoria

### Inicios
Frei se mudó de Suiza a los Estados Unidos a finales de los años 1990, y fue a la Escuela Secundaria De La Salle en Concord (California)|Concord, California, y jugó al fútbol en la Universidad de California, Berkeley. En 2008, fue nombrado al primer equipo All-Pac-10 y al equipo NSCAA Far West All-Region, además de ser nombrado al Equipo de la temporada por el sitio web especializado Top Drawer Soccer. Durante sus años universitarios, Frei también jugó tanto para los San Francisco Seals como para los San Jose Frogs en la USL Premier Development League.

### Profesional

#### Toronto FC

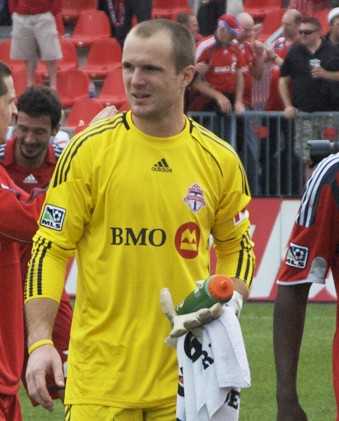
Frei jugando para Toronto en 2010

Frei fue nombrado MVP en el Combinado de Jugadores del Draft de la MLS en 2009 en Fort Lauderdale, Florida. Esto le valió firmar un contrato de Generación Adidas, y fue seleccionado en la primera ronda en el draft de dicho año por el Toronto FC.
Hizo su debut profesional el 21 de marzo de 2009, en el primer partido de la temporada 2009 de la MLS de Toronto frente a los Kansas City Wizards, y poco después se estableció como el portero titular del equipo. Poco después Frei fue nombrado Jugador del Mes del club en abril de 2009. Frei también ganó la Atajada de la Semana de la MLS en la semana 15 y por tres semanas consecutivas las semanas 24, 25 y 26 en la temporada 2009.
Ese mismo año jugó en tres partidos del Campeonato Canadiense de 2009, ganando los tres y contando con atajadas claves que decidieron que Toronto FC gane el juego definitivo por una diferencia de cuatro goles y así su primer trofeo nacional.
El 25 de abril de 2010, Frei obtuvo su primera valla invicta de la temporada 2010 en una victoria 2-0 como local sobre el Seattle Sounders FC. Frei tuvo otra excelente temporada como el primer portero de Toronto en 2010. Terminó el año con 1,32 goles en contra de promedio y un promedio de atajadas del 70%, mejorando todas sus estadísticas en relación con su primer año. El 18 de noviembre de 2010 se anunció que Frei se graduaría del programa de Generación Adidas al final de la temporada 2010.
En enero de 2011, luego de que fuera contratado como el nuevo entrenador del equipo, Aron Winter indicó en una entrevista que Julian DeGuzman, Dwayne De Rosario y Frei serían los jugadores claves para la siguiente temporada y que se mostró impresionado con las habilidades de Frei. Frei registró su primera valla invicta de la temporada 2011 en su segundo partido del año en una victoria 2-0 sobre los Portland Timbers el 26 de marzo. Frei también obtuvo su tercera asistencia tras contribuir en el segundo gol de Javier Martina, el cual luego fue nombrado Gol de la Semana por la MLS. Luego de que Dwayne De Rosario dejara el club a principios de abril, el entrenador Winter nombró a Maicon Santos como el capitán reemplazante, mientras que Frei se convertiría en el vice capitán. Frei utilizó el cintillo de capitán por primera vez el 13 de abril en un partido frente al Los Angeles Galaxy debido a una lesión de Santos; el partido terminaría empatado 0-0. Frei fue titular en la mayoría de los partidos de la primera mitad del 2001, pero luego de descansar unos partidos por lesión el portero suplente Miloš Kocić tuvo una serie de excelentes actuaciones, creando así un ambiente competitivo para la posición. Al final de la temporada se anunció que Frei iría a entrenar con el Liverpool, y regresaría a tiempo para iniciar la pretemporada con Toronto.
Luego de jugar su primer partido de la temporada frente al LA Galaxy el 7 de marzo en el partido de ida por los cuartos de final de la Concacaf Liga de Campeones 2011-12, Frei no jugó el partido de vuelta, dando lugar a especulaciones de que podía ser transferido. No obstante, la semana siguiente se rompió el peroné durante un entrenamiento. Dos semanas después el club anunció que Frei debía someterse a una cirugía para reparar los ligamentos del tobillo izquierdo, y se esperaba que quede fuera de las canchas por aproximadamente cinco meses, poniendo en peligro el resto de su temporada.
Luego de un año de recuperación, Frei comenzó la pretemporada 2013 como el primer portero, pero una lesión menor lo obligó a perderse el primer partido de la temporada. Joe Bendik ocupó su lugar y continuó jugando buenos partidos, lo que obligó al entrenador Ryan Nelsen a seguir con él. Frei volvió a ser titular por primera vez después de más de un año en un partido por el Campeonato Canadiense contra el Montreal Impact el 24 de abril de 2013, con el partido terminando en victoria 2-0 para Toronto.

#### Seattle Sounders FC
El 10 de diciembre de 2013, Frei fue transferido al Seattle Sounders FC a cambio de una selección condicional del draft en el Superdraft de la MLS de 2015. Hizo su debut con los Sounders el 8 de marzo de 2014.

## Selección nacional
Frei fue parte de la selección sub-15 de Suiza.

## Clubes
| Club                | País           | Año           |
| ------------------- | -------------- | ------------- |
| San Francisco Seals | Estados Unidos | 2006          |
| San Jose Frogs      | Estados Unidos | 2007-2008     |
| Toronto FC          | Canadá         | 2009-2013     |
| Seattle Sounders FC | Estados Unidos | 2014-presente |

## Palmarés

### Títulos nacionales
| Título                   | Club                | País           | Año  |
| ------------------------ | ------------------- | -------------- | ---- |
| Lamar Hunt U.S. Open Cup | Seattle Sounders FC | Estados Unidos | 2014 |
| Supporter's Shield       | Seattle Sounders FC | Estados Unidos | 2014 |
| MLS Cup                  | Seattle Sounders FC | Estados Unidos | 2016 |

### Títulos internacionales
| Título            | Club                | País              | Año  |
| ----------------- | ------------------- | ----------------- | ---- |
| Liga de Campeones | Seattle Sounders FC | América del Norte | 2022 |

## Vida personal
Stefan es primo de segundo grado del excapitán y segundo máximo goleador de todos los tiempos de la Selección de fútbol de Suiza, Alexander Frei.